# ستيفن بونت
ستيفن بونت (من مواليد 15 سبتمبر 1962 م)  هو كاتب وممثل كوميدي بريطاني. جنبا إلى جنب مع هيو دينيس، هو جزء من الفيلم الكوميدي المزدوج بونت ودينيس ومقدم برنامج بي بي سي راديو 4 الإخباري الساخر The Now Show . وهو أيضًا كاتب ومساعد برامج للعديد من برامج الألعاب التليفزيونية، بما في ذلك هل سأكذب عليك؟ و Mock the Week ، وهو كاتب زملائه الكوميديين مثل روري بريمنر وجاسبر كاروت.

## بداية حياته
تلقى بونت تعليمه في مدرسة وايتجيفت  وكلية سانت كاثرين، كامبريدج، حيث قرأ اللغة الإنجليزية. أثناء وجوده في كامبريدج، انضم إلى Footlights ، حيث قابل للمرة الأولى شريك الكوميديا هيو دينيس وكان نائب الرئيس من عام 1983 إلى عام 1985 مع نيك هانكوك كرئيس. وكان في فريق الكتابة لثلاث دورات على التوالي.

## مهنة
أثناء وجوده في الجامعة، بدأ بونت في الكتابة في سلسلة إذاعة BBC Radio 4 series Week Endding . أصبح بونت ودينيس لاحقًا ممثلين كوميديين ضيوف مقيمين في العروض التي قدمها Jasper Carrott ، بما في ذلك Carrott Confidential و Canned Carrott مع بونت المساهمة في فريق الكتابة أيضًا. قاموا أيضًا بجولة مع Carrot كعمل دعم مباشر.
ثم تم تجنيدهم في عام 1988، جنبًا إلى جنب مع زميله السابق في برنامج Footlights ديفيد بادييل وشريكته الكوميدية روب نيومان، لكتابة وتنفيذ عمل هجائي وعرض احترافي يدعى The Mary Whitehouse Experience على بي بي سي راديو 1 . بعد ثلاث سنوات، أثبت البرنامج نجاحًا كبيرًا لدرجة أنه نقل إلى التلفزيون. استمر كل من بونت ودينيس في تقديم عرض تلفزيوني خاص بهما بعنوان The Pant &amp; Dennis Show الخيالي ، وشارك في تأليفه مع نيك هانكوك في المسرحية الهزلية، أنا وأنت وهو .
عمل بونت أكثر ككاتب ومحرر سيناريو وفنان للتعبير الصوتي في السنوات الأخيرة، على الرغم من أنه قدم أداء أيضًا مع Dennis in It's Been a Week Weekend لـ BBC Radio 2 . الكاتبان هما أيضًا المقدمون والكتاب الرئيسيون لراديو BBC Radio 4 's The Now Show وكتاب Radio 4 sitcom The Party Line . بونت، مع مارك تافنر، كاتب مشارك في سلسلة 2007 Radio 4 series Master Master Voice . كما قام أيضًا بمساعدة هيو دينيس وجون هولمز وماركوس بريجستوك وميتش بن بكتابة كتاب عرض الآن للأرقام القياسية العالمية ، وهو كتاب متابعة لبرنامج The Now Show .
بونت هو «زميل برنامج» للبرنامج الساخر Mock The Week ، والذي يكون فيه Dennis عضوًا منتظمًا في الفريق. وقد كتب أيضًا وقدم مواد إضافية لأني سأكذب عليك؟ .
في عام 2008، كتب بونت السيناريو لأداء روكفورد روك أوبرا ، وهي قصة موسيقية بيئية نالت استحسان النقاد تم إنشاؤها مع صديق المدرسة، ماثيو سويتابل، الذي تم نشره في كتاب مسموع. 
شهد عام 2008 أيضًا أول سلسلة من أفلام Punt PI عبارة عن مسلسل كوميدي إذاعي قائم على الوقائع على إذاعة BBC Radio 4 حيث يحقق Punt في أسرار في بريطانيا. استمر العرض من حين لآخر حتى اليوم، حيث حقق 10 سلسلة.
في عام 2011، بدأ كمقدم لبرنامج مسابقة جديد على راديو بي بي سي 4 ، ودعا الدرجة الثالثة. لعب Punt دور إريك إيدل في تأليف بي بي سي لسيرك فلاينج سيركس ، حيث غطى الجدل الدائر حول إصدار حياة برايان من مونتي بيثون.
على عكس شريكه الكوميدي Dennis ، قام Punt في الغالب بالكتابة على الشاشة وتحرير النصوص للعديد من برامج BBC والبرامج التلفزيونية والأفلام الوثائقية. تشمل اعتماداته عرض روري بريمنر ، وتاريخ يكاد يكون كاملاً ونطقًا كل شيء ، وحلقات مختلفة من برنامج Spitting Image وأفلامه الوثائقية التي ترجع إلى الماضي بأفضل صورة على الإطلاق ، ومتلازمة Baddiel والتاريخ الرهيب .
في 3 يناير 2013 ظهر بونت في العقل المدبر المشاهير . كان موضوعه المتخصص توني هانكوك، وكانت مؤسسة ساندز الخيرية التي اختارها مدعومة. فاز بونت في المسابقة.
خلال عام 2016، قام بونت بجولة مع إنتاج The Rocky Horror Show في دور الراوي.

## الحياة الشخصية
يعيش بونت في ويمبلدون مع زوجته وأولاده. [بحاجة لمصدر]

## روابط خارجية
- ستيفن بونت على موقع IMDb (الإنجليزية)
- ستيفن بونت على موقع ميوزك برينز (الإنجليزية)
- Shimmon، Katie (29 نوفمبر 2004). "My Media". The Guardian. مؤرشف من الأصل في 2016-03-10. اطلع عليه بتاريخ 2008-02-14.
- Asher، Libby (1 فبراير 2007). "The Now Factor". Time & Leisure online. مؤرشف من الأصل في 2007-08-27. اطلع عليه بتاريخ 2008-02-14.
- ستيفن بونت في قاعدة بيانات الأفلام على الإنترنت